# Cemjata
Cemjata – dzielnica Preszowa, leżąca przy drodze Preszów - Sedlice - Margecany i zaliczana geograficznie do Wyżyny Szaryskiej. Jest to dawny ośrodek leczniczy i rekreacyjny, znany już od drugiej połowy XIX wieku, kiedy powstały tu sanatoria. Od centrum miasta Cemjata jest oddalona około 5 kilometrów. Znajduje się w obszarze leśnym, gdzie jest jeszcze więcej źródeł mineralnych. W celach leczniczych aż do dziś używa się źródło przy altance. W wodzie przeważają minerały wapienno magnezowe.

## Historia
Od powstania sanatoriów stopniowo wybudowano więcej budynków. Bardzo znane sanatorium Wspólnoty Krajinskiej było przeznaczone do leczenia chorych nauczycielek. Znane było na całych Węgrzech i miało opinię najlepszego uzdrowiska. Wzgórze, na którym znajduje się dzielnica Cemjata nazywa się Zabíjaná. Nazwa ta pochodzi od tego, że w XIX wieku miejsce to wybierała szlachta do pojedynków strzeleckich. Zabíjaná jest też miejscem, gdzie 8 stycznia 1881 miał miejsce ostatni poświadczony historycznie pojedynek miejscowych szlachciców węgierskich. Jest też na tym miejscu tablica pamiątkowa i stary, ale nieutrzymywany, 130-letni kamienny pomnik. Po drugiej wojnie światowej uzdrowisko zostało zamknięte.

## Uzdrowisko
Oprócz kuracji pitnych, używano wody mineralnej z tutejszych źródeł do leczenia chorób układu krwionośnego, niedokrwistości, zaburzeń układu krwiotwórczego, chorób żołądka, jelit i kobiecych. Uzdrowisko miało 50 sal i pokojów.

## Ulice
Cemjata, Jelenia, Medvedia, Srnčia i Zabíjaná.

## Transport
Dojeżdża tu linia autobusowa nr 18 komunikacji miejskiej w Preszowie.

## Okolice
Po zamknięciu uzdrowiska zaczęto w tym rejonie budować ogrody, a dzisiaj jest tu wielka osada ogrodowa. W budynkach uzdrowiskowych został stworzony dom spokojnej starości, który służy do dziś. Oprócz bujnych lasów są tam obecne piękne parki i małe jeziorka. Przyroda wręcz zachęca do turystycznych spacerów i zbierania różnych leśnych płodów. Co do użytku sportowego, w okolicy Cemjaty znajduje się ok. 11 km dróg asfaltowych, przydatnych dla turystyki rowerowej, ewentualnie w zimie do narciarstwa biegowego.